# Abrazija rožnice
Abrazija ili erozija rožnice gubitak je površinskoga epitelnog sloja rožnice oka.

## Znakovi i simptomi
Simptomi abrazije rožnice uključuju bol, fotofobiju, osjećaj stranog tijela u oku i refleksno suzenje (epifora). Znakovi uključuju epitelne defekte i edem, često infekciju konjuktive, otečene kapke i blagu reakciju prednje očne komore. Vid može biti zamućen zbog neke otekline ili zbog pretjeranog stvaranja suza. Krastaste nakupine zbog prekomjernog stvaranja suza također mogu biti prisutne.

## Uzroci
Abrazija rožnice najčešće je rezultat ozljede površine oka. Česti su uzroci guranje prsta u oko (osobito, nokat), sudar s grančicom drveta, upadanje čestice pijeska u oko i potom trljanje oka, ili pogodak komadića metala kod brušenja ili drugih načina obrade metala. Strano tijelo u oku može uzrokovati ogrebotinu ako se oko trlja. Ozljede mogu nastati i od  tvrdih  kontaktnih leća koje su na oku puštene predugo. Oštećenje češće nastaje kad se leća uklanja nego dok je u kontaktu s okom. 

## Dijagnoza
Iako se abrazija rožnice može vidjeti oftalmoskopom, biomikroskop daje mnogo veće povećanje i time veću mogućnost procjene. Radi bolje vizualizacije u oko se nakapa fluoresceinska otopina koja ispunjava defekte u rožnici i isijava kobaltno plavim svjetlom. Potrebna je oprezna potraga za stranim tijelom, pogotovo ispod vjeđa. Ozljeda koja je nastala nakon uporabe čekića ili drugih alata uvijek treba izazvati sumnju na penetrirajuću ozljedu oka, zbog koje je potrebno bolesnika hitno uputiti oftalmologu.

## Liječenje
Premda male abrazije ne zahtijevaju terapiju, veće se abrazije najčešće liječe tijekom nekoliko dana s topičkim antibioticima da bi se prevenirala infekcija, a ponekad i topičkim cikloplegicima da bi se ublažila bol i uklonio neugodan osjećaj. Cikloplegici ublažuju i sekundarnu infekciju šarenice, odnosno iritis. Istraživanje iz 2000. godine nije dokazalo nepobitnu korist cikloplegika/midrijatika. Često se vjeruje da očni povezi koji se koriste kao kompresivni zavoji smanjuju neugodan osjećaj i ubrzavaju izlječenje tako što sprječavaju kontinuirano treptanje koje uzrokuje daljnju ozljedu rožnice. Kontrolirane studije to su ipak opovrgnule. Zbog razvoja novih materijala za kontaktne leće, naročito silikon-hidrogela, očni se zavoji polako zamjenjuju  zavojima od kontaktnih leća . Ovi novi materijali omogućuju da mnogo više kisika dođe do rožnice i mogu se staviti vrlo blizu nje (omogućujući tako minimalne pokrete), s vrlo malim rizikom stvaranja hipoksije rožnice i edema. Ovakve leće uvelike umanjuju pacijentov bol i omogućuju primjenu kapi. Za ponavljajuće abrazije rožnice terapija se može provesti laserom, postupkom fototerapeutske keratotomije. Topički anestetici ne smiju se koristiti za suzbijanje bola jer usporavaju oporavak i uzrokuju sekundarni keratitis.

## Prognoza
Kada govorimo o abraziji rožnice, komplikacije su prije iznimka nego pravilo. Vrlo je važno uklanjanje bilo kakvoga stranog tijela, pogotovo željeza jer će ono početi hrđati.
Ponekad zacijeljeni epitel može biti slabo privezan za bazalnu membranu i u tim slučajevima može se povremeno odvajati i uzrokovati rekurentne abrazije rožnice.
|  | Molimo pročitajte upozorenje o korištenju medicinskih informacija. Ne provodite liječenje bez savjetovanja s liječnikom! |